# Francisco Vázquez (ciclista)
Francisco Vázquez de la Torres (nascido em 19 de setembro de 1952) é um ex-ciclista olímpico mexicano. Representou sua nação em dois eventos nos Jogos Olímpicos de Verão de 1972.